# 赵昶 (北朝)
赵昶（？—？），字长舒，天水郡南安县（今甘肃省天水市）人，北魏、东魏、西魏、北周官员。

## 生平
赵昶的曾祖赵襄在北魏官至中山郡太守，于是在代地安家，祖父赵泓是广武县县令，父亲赵琛是上洛郡太守。
趙赵昶年少时聪明机敏，很有志向气节，二十岁左右时就以勇力闻名。孝昌年间，赵昶由都督为起家官，镇守小平津，北魏北中郎将高千非常敬重他。高千出任兖州刺史时，任命赵昶代理临涣郡、北梁郡两郡太守。大统初年，高千返回镇守陕，又任命赵昶为长史、中军都督。大统三年（537年），宇文泰平定弘农郡，赵昶被提拔出任相府典签。
大统九年（543年），西魏大军在邙山之战中失利，清水氐酋长李鼠仁从西魏军中逃回来，凭借险阻作乱。陇右大都督独孤信多次派遣军队攻击李鼠仁，没有取胜。宇文泰将要讨伐李鼠仁，想先派人观察他的形势。顾视询问谁可以出使，左右没有人回答。赵昶说:“这是个小崽子，以您的神威，谁敢不听从命令。”宇文泰认为赵昶的话很雄壮，就下令赵昶出使。赵昶见到李鼠仁，用祸福的道理开导他。李鼠仁的部下聚集商议，有的听从，有的不听。那些违抗命令的人，又想用刀剑杀害赵昶，但赵昶神色不变，志气更加振奋。李鼠仁受到感动而醒悟，就带领士兵投降。氐人梁道显叛乱，进攻南由县。宇文泰又派遣赵昶慰问开导他，梁道显等人都立即诚心归附。东秦州刺史魏光趁此与他的豪帅四十多人带领部落迁徙到华州，宇文泰立即任命赵昶为都督统率他们。
在此之前，汾州胡人叛乱，朝廷又派遣赵昶慰问犒劳他们，赵昶都知道了他们的虚实。等到西魏大军前往讨伐胡人，赵昶作为先锋，于是击败了胡人。赵昶因功封章武县伯，食邑五百户。
大统十五年（549年），赵昶出任安夷郡太守，兼任长蛇镇镇将。氐族荒远凶悍，世人号称难以治理，赵昶按照礼节威德并用，氐族无不心悦诚服。一年之后，乐于参加西魏军队的氐族有一千多人，赵昶升任帅都督。当时适逢军中有机要之事，摊派征发很迫切紧急，氐族情理上很难做到，又相继谋划叛乱。赵昶又暗中派人诱导劝说，离间氐族的感情，趁他们渐生离心，就轻装前往到达氐族那儿。众多的氐人不知怎么办，都来拜见赵昶。赵昶就逮捕带头谋反的二十多人杀死他们，其余的人就安定了。朝廷嘉奖赵昶，加大都督，代理南秦州刺史。当时氐帅盖闹等人相继反叛，盖闹占据了北谷，他的党羽覃洛聚集在洮中，杨兴德、苻双围困平氐城，姜樊哙在武阶作乱，向西勾结宕昌羌獠甘，共同推举盖闹为主君。赵昶分道派遣使者宣示祸福，然后出兵讨伐，生擒盖闹，遣散了余党。兴州反叛的氐族再度入侵逼迫南岐州，刺史叱罗协派遣使者告急，赵昶率兵前往救援，又大破氐族。赵昶升任抚军将军，加通直散骑常侍。大统十六年（550年），赵昶与史宁打败宕昌羌、僚二十多万人，出任武州刺史、车骑大将军、仪同三司、诸州军事。
西魏废帝二年（552年），杨辟邪占据东益州反叛，氐族再度跟随他叛逆。西魏废帝诏令诏叱罗协与赵昶将他们讨伐平定。这一年，杨法深跟从尉迟迥平定巴蜀，班师后杨法深回到阴平，很快与同族杨崇集、杨陈侳各自率领部众互相进攻。赵昶当时都督成武沙三州诸军事、成州刺史，派遣使者前去调和，杨法深等人服从。
魏恭帝初年，赵昶加骠骑大将军、开府仪同三司。潭水羌反叛，杀死武陵郡、潭水郡二郡太守，赵昶率领仪同骆天釜等人率领骑兵步兵五千人将叛军讨伐平定。
周明帝初年，凤州人仇周贡、魏兴等人反叛，自称周公，有部众八千人，攻破广化郡，攻陷各县，分兵向西进攻，包围广业郡、修城郡二郡。广业郡太守薛爽、修城郡太守杜杲等人请求赵昶援救援。赵昶派遣使者回复杜杲，使者被仇周贡的党羽樊伏兴等人俘虏。樊伏兴等人知道赵昶将要来到，就解除对修城郡的包围，占据泥功岭，设置六处埋伏来等待赵昶。赵昶到来后遇到了埋伏，与他们交战，击败了敌人，广业郡的围困也解除，赵昶追击到泥阳川就返回了。兴州人段吒及下辩县、栢树县二县百姓反叛，相继攻破兰皋戍。氐族酋长姜多又率领厨中氐族、蜀族攻陷落丛郡以响应段吒。赵昶率领部众平定二县，将段吒斩首。而阴平郡、卢北郡二郡的氐人又常常屯聚在一起，与厨中相应。赵昶于是选出精锐骑兵，出其不意，直接攻入厨中，到大竹坪，接连攻破七个寨，诛杀首领，二郡都投降了。赵昶返回后，厨中生氐又进行侵犯劫掠。赵昶又派遣仪同刘崇义、宇文琦等人率兵进入厨中讨伐，大破氐族，将姜多及苻肆王等人斩首，于是群氐都被平定了。
赵昶自己认为被提拔充当将帅的重任，全心谦恭地对待贤士，俘获氐族、羌族百姓，安抚并使用他们，他们都为赵昶尽力。宇文泰经常说:“不烦劳国家人马而能以威力使氐族、羌族归附的，赵昶有这样的功劳。”到此，周明帝记录赵昶前后功劳，进爵为长道郡公，赐姓宇文氏，赏赐犒劳非常丰厚。周明帝二年（558年），赵昶被征召回朝出任宾部中大夫，代理吏部中大夫，不久因病去世。